# Dellhofen
Das Rheinhöhendorf Dellhofen ist ein Stadtteil und ein Ortsbezirk der Stadt Oberwesel im Rhein-Hunsrück-Kreis in Rheinland-Pfalz.

## Geographie
Dellhofen liegt auf einer Höhe von 280 bis 300 m über dem Rheintal, am östlichen Ende des Hunsrücks. Zum Ortsbezirk Dellhofen gehören auch die Wohnplätze Burghof und In der Neuwies.

## Geschichte
Funde und Ausgrabungen von Mauerresten, wie ein Weihestein des Mercurius und der Maia, belegen die Existenz eines römischen Tempelbezirks von etwa 110 nach Christus. Eine erste Besiedlung wird in der Zeit der Karolinger vermutet, da auch eine im Mittelalter noch genutzte Römerstraße von Bingen am Rhein nach Koblenz über die Höhen in der Nähe vorbeiführte.
Seit dem 13. Jahrhundert war Dellhofen im Besitz des Stiftes St. Martin und gehörte später zum Liebfrauenstift. Nach dem Weseler Krieg 1390/91 ließ der Trierer Erzbischof Werner von Falkenstein die Befestigungsanlagen des Ortes zerstören.
Landesherrlich gehörte die Ortschaft bis Ende des 18. Jahrhunderts zum Kurfürstentum Trier und unterstand der Verwaltung des Amtes Oberwesel. 1787 hatte der Ort 185 Einwohner.
Am 3. April 1973 beschloss der Gemeinderat die Eingliederung in die Stadt Oberwesel, die am 17. März 1974 wirksam wurde.

## Politik
Dellhofen ist als Ortsbezirk ausgewiesen und wird von einem Ortsbeirat und einen Ortsvorsteher politisch vertreten. Der Ortsbeirat besteht aus sieben Ortsbeiratsmitgliedern, die bei der Kommunalwahl am 9. Juni 2024 per Mehrheitswahl gewählt wurden.
Hartmuth Appel (CDU) wurde am 13. August 2024 Ortsvorsteher von Dellhofen. Bei der Direktwahl am 9. Juni 2024 war er als einziger Bewerber mit einem Stimmenanteil von 69,8 % für fünf Jahre gewählt worden. Appels Vorgänger Kurt Renzler (CDU) wurde bei den Kommunalwahlen 2019 mit einem Stimmenanteil von 87,09 % gewählt und damit Nachfolger von Wilhelm Zimmermann, der damals nicht mehr angetreten war.

## Wirtschaft
Der Ort ist durch Landwirtschaft und Weinbau geprägt. Früher wurden in Dellhofen auch Ziegelsteine gebrannt und zeitweise Schiefer abgebaut und verarbeitet. Die fünf Gasthäuser sind auf Touristen eingestellt.

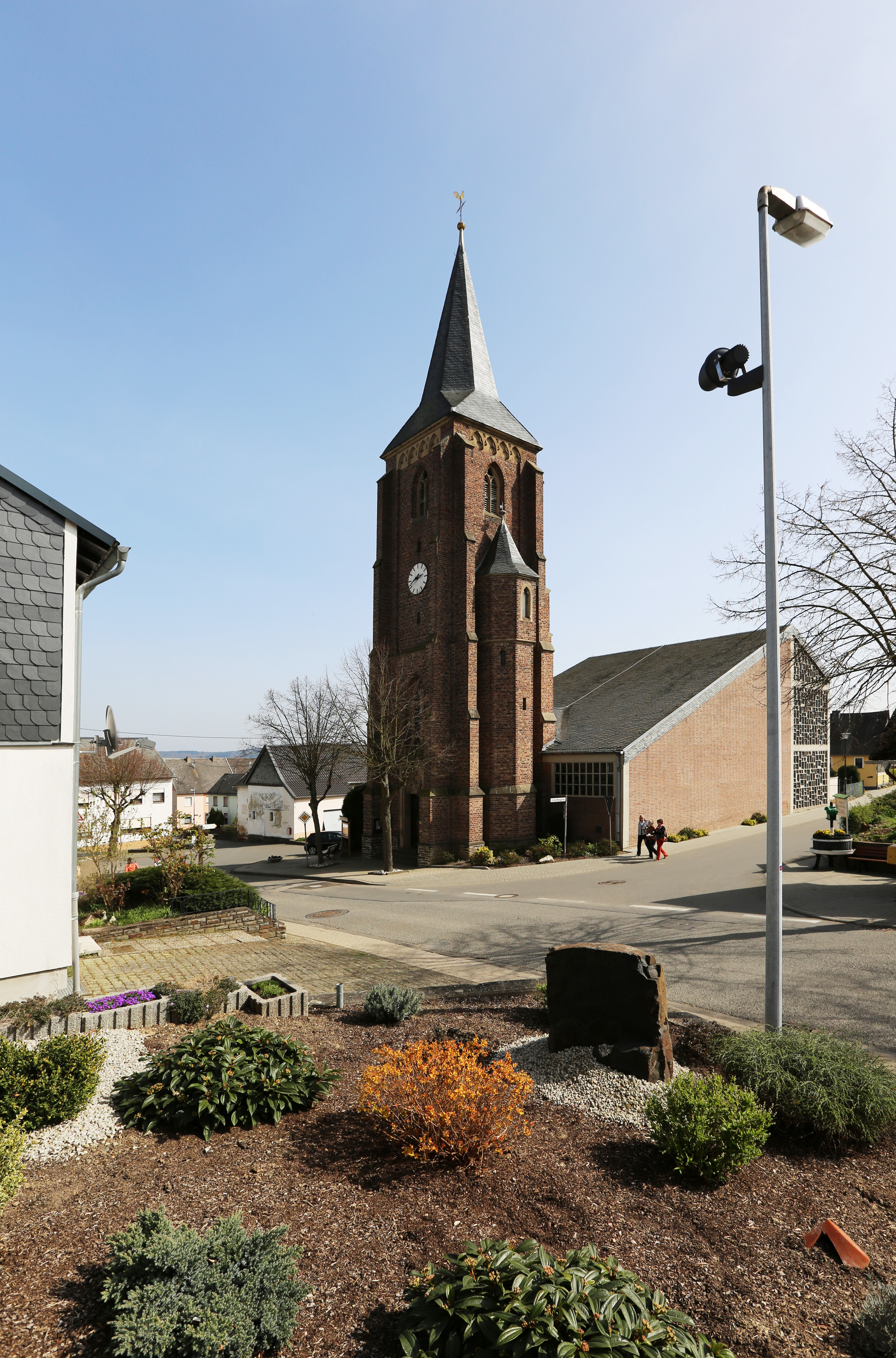
Zum Heiligen Kreuz

## Kirche
Schon im Mittelalter gab es eine Kapelle. 1875/76 wurde für die vergrößerte Gemeinde nach Plänen des Communal-Baumeisters Riemann aus Simmern die neugotische Kirche zum Heiligen Kreuz errichtet. 1961 ersetzte man das Langhaus durch einen Neubau nach Plänen des Architekten Paul Johannbroer aus Wiesbaden. Der  Glockenturm blieb erhalten. Die Kirchenfenster lieferte die Firma Glaskunst Binsfeld aus Trier. Wegen Baumängeln wurde die Kirche seit November 2015 nicht mehr genutzt, im Oktober 2020 erfolgte ihre Profanierung.

## Söhne und Töchter des Ortes
- Michael Hüttner (* 1959), Politiker (SPD) und Mitglied des Landtages Rheinland-Pfalz